# 슬로베니아 프르바리가
슬로베니아 프르바리가, 짧게 줄여 1. SNL(슬로베니아어: Prva slovenska nogometna liga)라고 불리는 이 리그는 슬로베니아의 최상위 축구 리그이다. 이 리그는 1991년에 슬로베니아가 독립하면서 만들어졌고 1920년부터 시작된 슬로베니아 리그가 존재하긴 하였으나 슬로베니아 클럽 전부가 참여하는 형태는 아니었다. 어떤 팀은 유고슬라비아 1부 리그에서 활약하기도 했으며 슬로베니아 리그는 그 당시 유고슬라비아 리그의 하위 리그로 취급 되었다.
리그 운영 방식은 10팀이 각각 홈에서 2번, 원정에서 2번 총 4번의 경기를 각 팀마다 가져 총 36라운드의 경기를 펼치게 된다. 그리하여 최하위 팀은 2부 리그로 강등되고 2부리그 1위팀이 승격된다. 그리고 9위팀은 2부리그 2위팀과 홈과 원정에서 2번의 경기를 하는 플레이오프를 거쳐 최종 승격 및 잔류를 결정하게 된다. 1부 리그 1위팀은 UEFA 챔피언스리그의 2차예선 진출권을 얻고 2~3위팀과 컵대회 우승 팀은 UEFA 유로파리그 2차 예선에 진출하게 된다.

## 2024-25시즌 클럽
- FC 코페르
- ND 고리차
- NK 돔잘레
- NK 마리보르
- NK 브라보
- NK 알루미니
- NK 올림피야 류블랴나
- NK 첼레
- NK 타보르 세자나
- NŠ 무라